# Az év magyar edzője
Az év magyar edzője díjat 1985 óta a Magyar Sportújságírók Szövetsége tagjainak szavazata alapján, minden évben egy magyar edző kapja meg. A 2015-ös évtől a díjat összevonták Az év magyar szövetségi kapitánya díjjal, így egyéni versenyzők edzői mellett csapatsportágak szövetségi kapitányai is elnyerhették ezt a díjat.

## Díjazottak
| #   | Év   | Edző                           | Sportág                    |
| --- | ---- | ------------------------------ | -------------------------- |
| 1.  | 1985 | Mezey György                   | Labdarúgás                 |
| 2.  | 1986 | Széchy Tamás                   | Úszás                      |
| 3.  | 1987 | Széchy Tamás (2)               | Úszás (2)                  |
| 4.  | 1988 | Széchy Tamás (3)               | Úszás (3)                  |
| 5.  | 1989 | Török Ferenc                   | Öttusa                     |
| 6.  | 1990 | Széchy Tamás (4)               | Úszás (4)                  |
| 7.  | 1991 | Kiss László                    | Úszás (5)                  |
| 8.  | 1992 | Kiss László (2)                | Úszás (6)                  |
| 9.  | 1993 | Kiss László (3)                | Úszás (7)                  |
| 10. | 1994 | Széchy Tamás (5)               | Úszás (8)                  |
| 11. | 1995 | Ludasi Róbert                  | Kajak-kenu                 |
| 12. | 1996 | Kiss László (4)                | Úszás (9)                  |
| 13. | 1997 | Kiss László (5)                | Úszás (10)                 |
| 14. | 1998 | Németh Pál                     | Atlétika                   |
| 15. | 1999 | Kiss László (6)                | Úszás (11)                 |
| 16. | 2000 | Sári Nándor                    | Kajak-kenu (2)             |
| 17. | 2001 | Rozsnyói Katalin               | Kajak-kenu (3)             |
| 18. | 2002 | Rozsnyói Katalin (2)           | Kajak-kenu (4)             |
| 19. | 2003 | Rozsnyói Katalin (3)           | Kajak-kenu (5)             |
| 20. | 2004 | Rozsnyói Katalin (4)           | Kajak-kenu (6)             |
| 21. | 2005 | Rozsnyói Katalin (5)           | Kajak-kenu (7)             |
| 22. | 2006 | Rozsnyói Katalin (6)           | Kajak-kenu (8)             |
| 23. | 2007 | Kuhárszky Zoltán               | Tenisz                     |
| 24. | 2008 | Turi György                    | Úszás (12)                 |
| 25. | 2009 | Mocsai Lajos                   | Kézilabda                  |
| 26. | 2010 | Kovács István                  | Torna                      |
| 27. | 2011 | Csipes Ferenc                  | Kajak-kenu (9)             |
| 28. | 2012 | Széles Sándor                  | Úszás (13)                 |
| 29. | 2013 | Shane Tusup                    | Úszás (14)                 |
| 30. | 2014 | Shane Tusup (2)                | Úszás (15)                 |
| 31. | 2015 | Dárdai Pál                     | Labdarúgás (2)             |
| 32. | 2016 | Shane Tusup (3)                | Úszás (16)                 |
| 33. | 2017 | Shane Tusup (4)                | Úszás (17)                 |
| 34. | 2018 | Bánhidi Ákos, Csang Csing Lina | Rövidpályás gyorskorcsolya |
| 35. | 2019 | Varga Zsolt                    | Vízilabda                  |
| 36. | 2020 | Marco Rossi                    | Labdarúgás (3)             |
| 37. | 2021 | Decsi András                   | Vívás                      |
| 38. | 2022 | Marco Rossi (2)                | Labdarúgás (4)             |
| 39. | 2023 | Marco Rossi (3)                | Labdarúgás (5)             |
| 40. | 2024 | Golovin Vlagyimir              | Kézilabda (2)              |

## Többszörös nyertesek

### Nevek szerint
|    | Név              | Sportág    | Győzelmek |
| -- | ---------------- | ---------- | --------- |
| 1. | Kiss László      | úszás      | 6         |
| 1. | Rozsnyói Katalin | kajak-kenu | 6         |
| 3. | Széchy Tamás     | úszás      | 5         |
| 4. | Shane Tusup      | úszás      | 4         |
| 5. | Marco Rossi      | labdarúgás | 3         |

### Sportáganként
|    | Sportág    | Győzelmek |
| -- | ---------- | --------- |
| 1. | úszás      | 17        |
| 2. | kajak-kenu | 9         |
| 3. | labdarúgás | 5         |
| 4. | kézilabda  | 2         |